# Јефимије Цариградски
Јевтимије Цариградски је био цариградски патријарх у перииоду од 490. до 496. године. Цариградска патријаршија га је канонизовала у лику светитеља.

## Биографија
Јевтимије је рођен у граду Ампеји. У младости је стекао добро образовање у Александрији.
Године 490. Јевтимије је изабран зе патријарха у Цариграду.
Његова владавина се поклопила са монофизитским споровима. Јевтимије се држао документа „Хенотикон“ који је објавио цар Зенон, према коме су одлуке Халкидонског сабора о монофизитству прећутане. Јевтимије је избрисао монофизита Петра Монга из диптиха Александријских патријарха. Јевтимије је имао честе сукобе са царем Анастасијем, пошто се он држао монофизитских ставова.
Године 496. цар Анастасије је успео да свргне Јевтимија са патријаршијског престола. Јевтимије је прогнан у град Евхаит.
Преминуо је око 512. године.